# Ateuchini
Ateuchini (лат.) — триба пластинчатоусых из подсемейства Scarabaeinae. 

## Описание
Представители группы обитают в основном в Новом Свете, большинство видов живут в Центральной и Южной Америке, некоторые — к северу до самых южных районов США. Группа также представлена родами Coptorhina и Pedaria в Африке и родом Demarziella в Австралии. Однако единственный известный ископаемый вид обитает во Франции, что показывает, что в прошлом группа имела более широкое распространение. Маленькие или среднего размера, блестящие, в основном черные жуки-скарабеи. Представители группы Scatimina имеют ряды светлоокрашенных щетинок на переднеспинке и кроющих крыльях. Личинки питаются навозом, который закапывают взрослые жуки. Около 350 видов. Некоторые роды, помещенные сюда Монтреем (Montreuil 1998), были перенесены в трибы Canthonini и Coprini Ваз-де-Мелло (Vaz-de-Mello 2008). Триба Ateuchini, как было определено Монтреем (Montreuil 1998), включает большинство родов подсемейства Scarabaeinae с апикально расширенными средними и задними и голенями, не включённые ни к одной другой трибе со сходно расширенными голенями: Coprini, Phanaeini, Oniticellini, Onitini и Onthophagini. 

## Палеонтология
Древнейшие представители трибы были найдены в эоценовом уазском янтаре (Франция).

## Систематика
Триба включает в себя около 30 родов.

### Перечень родов
- Anomiopus Westwood, 1842
- Aphengium Harold, 1868
- Ateuchus Weber, 1801
- Bdelyropsis Pereira, Vulcano et Martínez, 1960
- Bdelyrus Harold, 1869
- Besourenga Vaz-de-Mello, 2008[1]
- Bradypodidium Vaz-de-Mello, 2008[1]
  - Bradypodidium bradyporum
- Canthidium Erichson, 1847
- Coptorhina Hope, 1830
- Delopleurus Erichson, 1847
- Deltorhinum Harold, 1867
- Degallieridium Vaz-de-Mello, 2008
- Demarziella Balthasar, 1961
- Eutrichillum Martinez, 1969
- Feeridium Vaz-de-Mello, 2008
- Genieridium Vaz-de-Mello, 2008
- Hypocanthidium Balthasar, 1938
- Leotrichillum Vaz-de-Mello, 2008
- Martinezidium Vaz-de-Mello, 2008[1]
- Nunoidium Vaz-de-Mello, 2008
- Onoreidium Vaz-de-Mello, 2008
- Onychothecus Boucomont, 1912
- Paraphytus Harold, 1877
- Pedaria Laporte de Castelnau, 1832
- Pedaridium Harold, 1868
- Pereiraidium Vaz-de-Mello, 2008
- Pseuduroxys Balthasar, 1938
- Pteronyx van Lansberge, 1874
- Sarophorus Erichson, 1847
- Scatimus Erichson, 1847
- Scatonomus Erichson, 1835
- Scatrichus Génier & Kohlmann, 2003
- Trichillidium Vaz-de-Mello, 2008[1]
- Trichillum Harold, 1868
- Uroxys Westwood, 1842